# Tumbas de Colo Colo
Las Tumbas de Colo Colo es un sitio arqueológico del Perú ubicado en el Distrito de Patambuco, en el departamento de Puno.

## Ubicación
Se encuentra a una media hora de camino desde el pueblo de Patambuco. Está a una altitud de aproximadamente 3000 metros sobre el nivel del mar, no lejos del RÍo Patambuco.

## Descripción
Es un conjunto de chullpas pre-incaicas, alrededor de 100, la mayoría cuadrangulares.

## Interpretaciones
Según el licenciado arqueólogo Helard Ricardo Conde Villavicencio estas estructuras fueron construidas en la época post-Tiwanaku alrededor del 1300 después de Cristo. Pertenece entonces a la época de los reinos independientes. Ricardo Conde Villavicencio opina que la población de Colo Colo pueda haber llegado a las 1000 personas.